# Prague Open 2001
Il Prague Open 2001, nome ufficiale ECM Cup, è stato un torneo  professionistico maschile di tennis facente parte della categoria ATP Challenger Series nell'ambito dell'ATP Challenger Series 2001, con un montepremi di 25.000 $. Il torneo si è giocato sui campi in terra rossa dell'I. ČLTK Prague sull'isola di Štvanjce a Praga in Repubblica Ceca dal 14 al 20 maggio 2001.

## Vincitori

### Singolare
Sláva Doseděl ha battuto in finale  Jan Hernych con il punteggio di 6–2, 4–6, 6–1

### Doppio
Jaroslav Levinský /  Michal Navrátil hanno battuto in finale  Noam Behr /  Andy Ram con il punteggio di 6–3, 6–1